# Истихада
Истихада (араб. اِسْتِحَاضَة‎) — кровь, которая выделяется у женщин на протяжении менее 3 и более 10 дней. Такую женщину называют мустахазой.
Часто причиной истихады бывает болезнь. Кровь, которая выходит у девочек, не достигших 9 лет, и у женщин, которым более 50 лет, считается истихадой. Однако в исламских правовых школах по этому поводу имеются различные мнения.
В ханафитском мазхабе кровь, выделяемая в период беременности, считается истихадой. В маликитском и шафиитском мазхабах допустимо расценивать кровотечение во время беременности как менструации (хайд).
Кровь истихады не отличается от крови, исходящей из других органов. Но, в отличие от послеродовой (нифас) и менструальной крови, ее выход нарушает только состояние малого омовения (вуду‘). Т. е. женщина, которая совершила малое омовение, а затем обнаружила выход истихады, должна снова совершить омовение. Выделение истихады не препятствует совершению молитв, посту, половым отношениям.